# Doubská studánka
Doubská studánka je volně přístupný vodní zdroj v Karlových Varech, katastrální území Doubí u Karlových Var, v regionu Slavkovský les, Tepelská vrchovina.

## Popis
Studánka se nachází v nadmořské výšce 430 metrů. Vyvěrá v lesním svahu mezi kameny asi 30 metrů pod cestou vedoucí z Doubí od SOS dětské vesničky směrem k Svatošským skalám. Voda odtéká svahem k řece Ohři.
V místech, kde se studánka nachází, jsou patrné terasy a zbytky přerostlých ovocných stromů, které pocházejí z období, kdy místo ještě sloužilo pro pastviny, pole a sady.
O studánku pečuje patron Petr Rubín. Její voda, jakož i voda jiných zdrojů tohoto typu, může být kdykoliv náhodně kontaminována, a proto není doporučována k pití.